# 玉川 (世田谷區)
玉川（日语：／ Tamagawa */?）是東京都世田谷區的町名。現行行政地名為玉川一丁目至玉川四丁目。已實施住居表示。2013年9月1日為止的人口有12,087人。面積0.949平方公里。郵遞區號158-0094。

## 地理
位於東京都世田谷區西南部，鄰接鎌田、岡本、瀨田、上野毛。多摩川對岸為神奈川縣川崎市二子、瀨田、諏訪。町內有玉川高島屋購物中心，東急田園都市線、東急大井町線二子玉川站，兵庫島公園等設施。

## 歷史
原屬瀨田村。1889年（明治22年），瀨田村與等等力村、奧澤村、尾山村、上野毛村、野良田村、用賀村合併，因位於多摩川沿岸而命名為「玉川」。1932年（昭和7年）世田谷區成立，玉川村大字諏訪河原、瀨田低地地區成立玉川町、1968年（昭和43年）玉川町與周遭各町進行町域變更，為現行的「玉川」。

### 地名由來
玉川是多摩川的美稱。

## 備註
1. ↑  .   [2013-10-02]. （原始内容存档于2014-07-19）.